# NGC 2446
NGC 2446 est une galaxie spirale située dans la constellation du Lynx. NGC 2446 a été découverte par l'astronome britannique John Herschel en 1831.

## Caractéristiques
Sa vitesse par rapport au fond diffus cosmologique est de 5 766 ± 9 km/s, ce qui correspond à une distance de Hubble de 85,0 ± 6,0 Mpc (∼277 millions d'al).
À ce jour, huit mesures non basées sur le décalage vers le rouge (redshift) donnent une distance de 71,725 ± 6,646 Mpc (∼234 millions d'al), ce qui est tout juste à l'extérieur des valeurs de la distance de Hubble. Notons cependant que c'est avec la valeur moyenne des mesures indépendantes, lorsqu'elles existent, que la base de données NASA/IPAC calcule le diamètre d'une galaxie et qu'en conséquence le diamètre de NGC 2446 pourrait être d'environ 51,9 kpc (∼169 000 al) si on utilisait la distance de Hubble pour le calculer.
La classe de luminosité de NGC 2446 est II et elle présente une large raie HI.

## Supernova
La supernova SN 2014ak a été découverte dans NGC 2446 le  26 mars 2014 par Zhijian Xu et Xing Gao. Cette supernova était de type Ia.